# Præsidentvalget i USA 1988
Præsidentvalget i USA 1988 var det 51. præsidentvalg i USA's historie. Valget fandt sted den 8. november 1988, og resulterede i at George H. W. Bush og Dan Quayle blev valgt som henholdsvis præsident og vicepræsident for perioden 1989–1993. De vandt overlegent over Michael Dukakis og Lloyd Bentsen fra Det demokratiske parti, både i antal valgmandsstemmer og stater.